# Concours-quiz Les lycéens et l'Europe
Le quiz les lycéens et l'Europe a été créé en 2005 par quatre régions de l'Union européenne : la Rhénanie-Palatinat, la Bourgogne, la Bohême centrale et la Voïvodie d'Opole.
Tous les ans depuis 2005, ce concours propose aux secondes et premières de tous les lycées de ces quatre régions un quiz comprenant 20 à 40 questions de culture générale sur ces régions, puis trois questions aux groupes qui atteignent les meilleurs scores. Les gagnants de ces quatre régions remportent un voyage à Bruxelles et les seconds un voyage à Strasbourg. Lors de leur voyage, les lauréats bourguignons rencontrent des Tchèques, des Polonais et des Allemands et se familiarisent avec les institutions européennes : hôtel des régions, parlement européen, visite guidée du centre historique de Bruxelles.